# Navalafuente
Navalafuente é um município da Espanha na província e comunidade autónoma de Madrid, de área 11,75 km² com população de 936 habitantes (2007) e densidade populacional de 59,65 hab/km².

## Demografia
| Variação demográfica do município entre 1991 e 2004 | Variação demográfica do município entre 1991 e 2004 | Variação demográfica do município entre 1991 e 2004 | Variação demográfica do município entre 1991 e 2004 |
| --------------------------------------------------- | --------------------------------------------------- | --------------------------------------------------- | --------------------------------------------------- |
| 1991                                                | 1996                                                | 2001                                                | 2004                                                |
| 322                                                 | 459                                                 | 581                                                 | 714                                                 |